# Bum Bum (ijs)
Bum Bum is een merk van het Duitse bedrijf Nestlé Schöller voor roomijs. Het product verscheen op de markt in 1986 en werd op 3 juni 1991 officieel geregistreerd bij het Deutsches Patent- und Markenamt.

## Beschrijving
De basis van het ijsje bestaat uit melkijs met vanille- en aardbeiensmaak, bedekt met een rode glazuur. Opvallend aan het product is het stokje, dat bestaat uit kauwgom. Dit staafje kauwgom wordt omhuld door een blauwe plastic hoes. Na het eten van het ijs kan dit wikkeltje langs het gaatje aan de onderkant worden geopend, waardoor de kauwgom er uitgehaald kan worden. De kauwgom in het stokje is suikervrij.

## Geschiedenis
De naam van het ijsmerk is een toespeling op een bijnaam van de Duitse tennisser Boris Becker, Bumm Bumm Boris (of Bum Bum Boris). Toen Becker in 1985 onverwachts het tennistoernooi Wimbledon won, bracht Theo Schöller in 1986 het ijs, waarvan de vorm is gebaseerd op een tennisracket, op de markt. Dankzij de hernieuwde titelwinst van Becker in 1986 verkocht het ijs in de zomer van dat jaar buitengewoon goed en vestigde het zich permanent in het Duitse ijsassortiment.
Schöller was medio jaren '90 een grote speler op de Europese ijsmarkt. Begin jaren '90 was Schöller ook de Nederlandse ijsmarkt toegetreden, die op dat moment sterk aan het groeien was. Hier had het bedrijf in 1994 al een marktaandeel van 25%. In die tijd werd de Bum Bum ook op de Nederlandse markt verkocht. In tegenstelling tot de Duitse markt, waar het ijs ook veel in de schappen van de supermarkten was te vinden, werd het ijs van Schöller op de Nederlandse markt vooral via de horeca verkocht. Later werd Schöller overgenomen door Nestlé, dat zich had ontpopt tot een grote speler op de ijsmarkt. De Bum Bum verdween nadien weer van de Nederlandse markt. In Nederlandse media verschijnt de Bum Bum nog regelmatig in lijstjes van 'nostalgische ijsjes'.
Het ijs wordt in de jaren twintig van de eenentwintigste eeuw in Duitsland nog steeds verkocht. Het wordt ook wel omschreven als een cultijsje.

### Bum Bum For Two
In 2017 kwam het product Bum Bum For Two op de Duitse markt. Dit product bestaat uit een doosje met acht ijshapjes, die in essentie de Bum Bum in snackvorm zijn. Ze zijn kleiner en ronder van vorm, bevatten geen melkijs met aardbeismaak (enkel met vanillesmaak) en hebben geen stokjes. Elk doosje bevat meer ijs dan een aparte Bum Bum.